# Iso Lamposaari (ö i Norra Savolax, Kuopio)
Iso Lamposaari är en ö i Finland. Den ligger i sjön Syväri och i kommunen Kuopio i den ekonomiska regionen  Kuopio ekonomiska region  och landskapet Norra Savolax, i den centrala delen av landet, 400 km nordost om huvudstaden Helsingfors. Öns area är 11,5 hektar och dess största längd är 0,7 kilometer i nord-sydlig riktning.